# Leintor (Hannover)
Das Leintor in Hannover war als Stadttor Teil der mittelalterlichen Stadtbefestigung Hannover. Das heute nicht mehr vorhandene Tor befand sich vor der heutigen Schloßstraße.

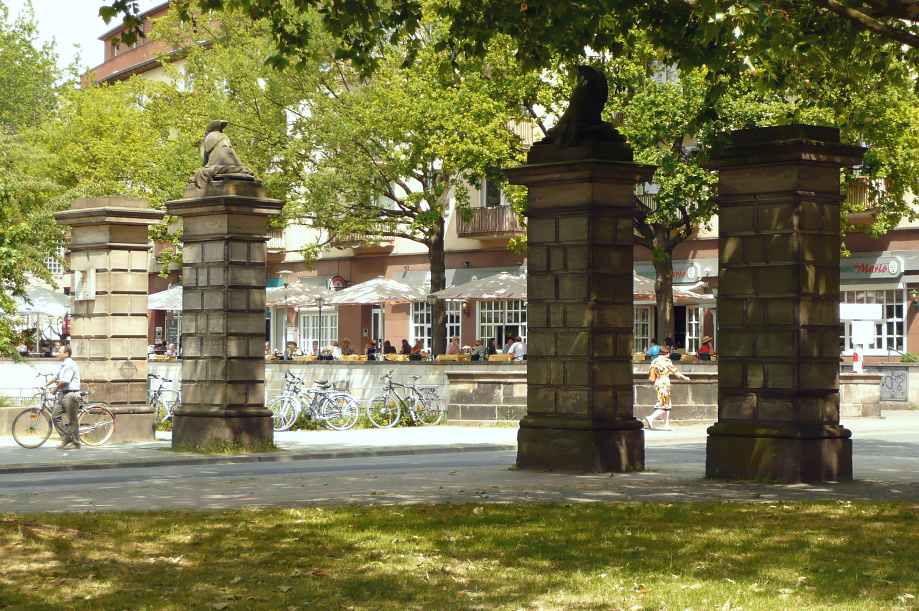
Heute steht das Neue Tor am Standort des nicht mehr bestehenden Leintores

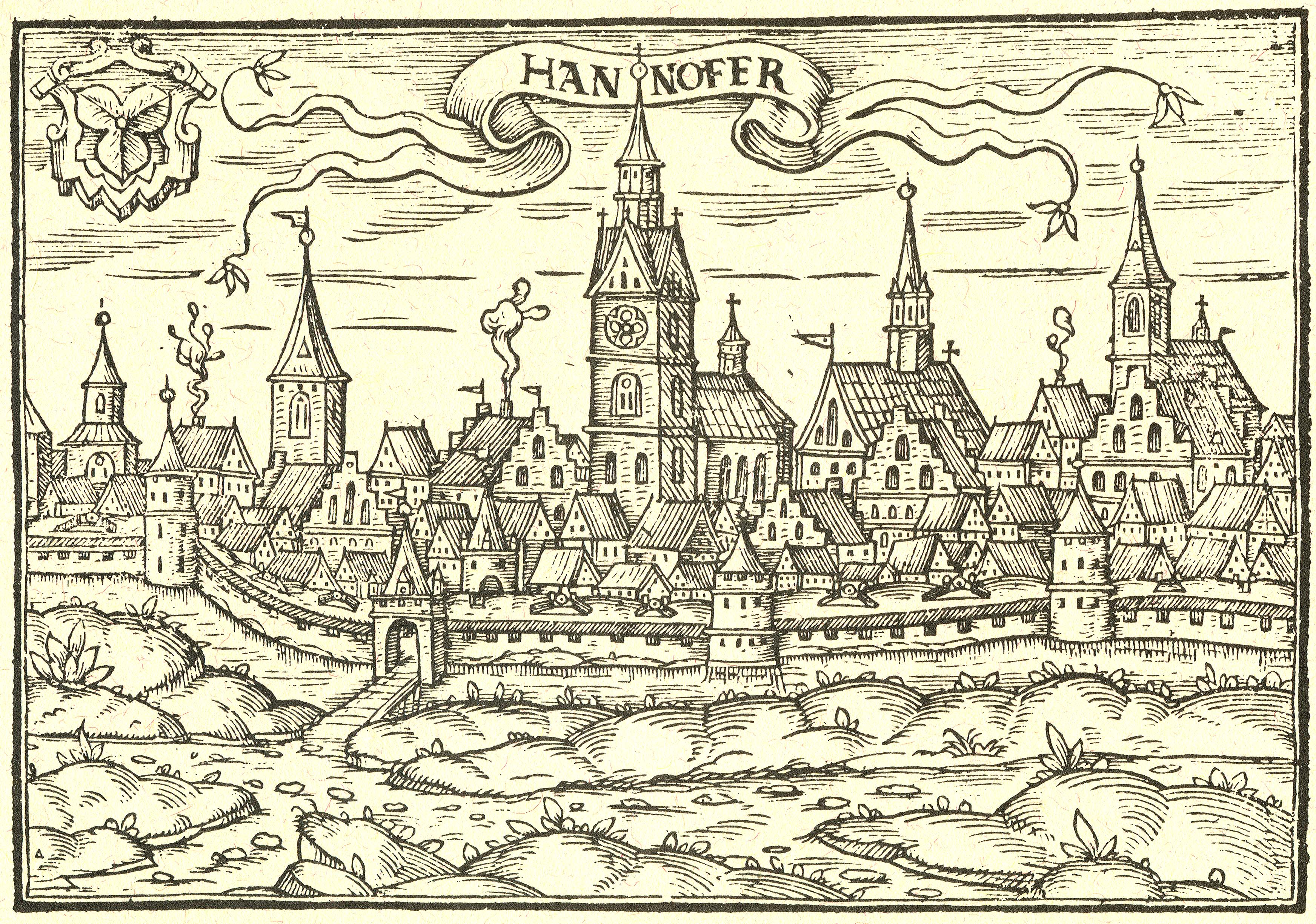
Um 1585: Stadtansicht von Westen, mit dem äußeren und inneren Leintor;
Holzschnitt aus der Chronik von Heinrich Bünting

## Lage
Das Tor lag im Zuge der Straßen, die die beiden Flussarme der Leine und die Ihme überquerten. Die Schloßstraße führte südlich an der Calenberger Neustadt vorbei über den „Calenberger Steinweg“ (heute: Calenberger Straße) nach Linden. Heute erinnern vor der Schloßstraße die Pfeiler der früheren Toranlagen des Neuen Tores an das Leintor.

## Geschichte

### Inneres Leintor
Das Innere Leintor wurde 1340 erstmals erwähnt und war in die Stadtmauer eingelassen. Es bestand aus einem mittelalterlichen Torturm mit drei Obergeschossen und einem seitlich angesetzten Treppenturm.
1517 ergänzte man das Tor um einen Zwinger, der Mitte des 17. Jahrhunderts abgebrochen wurde. 1714 wurde der Torturm beim Brand des Leineschlosses beschädigt. Anschließend wurde der Turm von der Stadt verkauft und in das Leintor einbezogen, um schließlich 1797/98 abgebrochen zu werden.

### Äußeres Leintor
Das Äußere Leintor stand im Altstädter Wall auf der Leineinsel. Es war bereits 1446 zu einer Homeyde (gewölbter Durchlass) ausgebaut und 1544 zu einem Tor mit Bollwerk darüber. Seitdem war es gesichert durch einen Zwinger südwestlich des Mühlenarms der Leine, 1599 durch einen weiteren Zwinger nordwestlich des Mühlenarms.
Nachdem die Calenberger Neustadt in die Festung einbezogen wurde, wurde das Leintor beseitigt.
1961 versetzte man die Pfeiler des Neuen Tores von der Waterloostraße vor die Schloßstraße und erinnert so an das frühere Leintor und die Stadtbefestigungen.